# Carl von Gersdorff
Carl Freiherr von Gersdorff (1844 – 1904) è stato uno scrittore e nobile tedesco della Prussia, erede della tenuta Ostrichen, un tempo territorio in Alta Lusazia. Fu amico del filosofo Friedrich Nietzsche.

## Biografia
Frequentò la rinomata scuola di Schulpforta ove conobbe Nietzsche nel 1861 e si diplomò nel 1865. Nel 1864 Nietzsche si era trasferito a Bonn, per studi di teologia a cui rinunciò ben presto e si iscrisse alla Burschenschaft della Franconia. Carl negli stessi tempi aveva intrapreso studi di legge di cui rimase insoddisfatto. Nel 1865 Nietzsche lasciò la Burschenschaft, si trasferì a Lipsia per iniziare gli studi filologici, proprio il periodo universitario lo riavvicinò a Carl che come l’amico si era rivolto allo studio della filologia classica.  Tuttavia nel 1866 la loro relazione fu interrotta nuovamente  dal servizio militare di Carl e dopo un lutto familiare, Carl rinunciò agli studi filologici. Si iscrisse così all'Accademia agricola di Stoccarda-Hohenheim per meglio gestire le proprietà di famiglia in Alta Lusazia.
Ebbe una relazione amorosa con la contessa fiorentina Nerina Finocchietti. Dopo un lungo periodo che lo aveva visto sempre più lontano da Nietzsche, i due infatti interruppero il loro scambio epistolare nel 1877, si ritrovarono nel 1881, il periodo dello scritto Aurora, quando le condizioni di salute del filosofo cominciarono ad aggravarsi. Nell'agosto del 1900, tre giorni dopo la morte di Nietzsche, pronunciò un discorso di addio in memoria dell'amico.